# Csángó Fesztivál
A Csángó Fesztivál az ország egyik legpatinásabb folklórfesztiválja, melyet Jászberényben szerveznek meg minden év augusztusában 1991 óta.
„A magyar nyelvhatár legkeletibb peremén élő moldvai csángók fojtogató légkörben, magyar iskolák, magyar papok hiányában elszántan küzdenek puszta fennmaradásukért. Az erőszakolt etnikai keveredés miatt magyarok tízezrei növekednek fel úgy, hogy kisebbségi létük szégyenérzetet vált ki bennük, s ezért megtagadják anyanyelvüket, kultúrájukat, önnön mivoltukat. A jövő generációk lelkiismerete és közérzete rajtunk is múlik. Meggyőződésünk, hogy fontos lépést teszünk ebben az irányban, amikor a csángózás különféle csoportjait, azok művészeti értékeit igyekszünk megismertetni a hazai magyarsággal.”

## Története
1990-ben a Jászság Népi Együttes gyűjtőúton vett részt Erdélyben és Moldvában, majd onnan visszatérve meghívtak egy autóbusznyi táncost és zenészt a Nemzetközi Táncház és Zenésztáborba. Ezt az eseményt továbbgondolva 1991-ben gyimesi és moldvai csángók látogattak el a Jászság Népi Együttes meghívására Jászberénybe. A rendezvény a csángókra igyekezett felhívni a közvélemény figyelmet, akik évszázadok óta az anyanemzettől elszigetelten éltek, és így próbálták megtartani magyarságukat. Későbbiekben az erdélyi hagyományőrzők és hazai kisebbségiek bemutatását is fontos feladatnak tartották. A világ minden tájáról jöttek és jönnek a saját hagyományukat bemutató külföldi együttesek. Olyan országok kapnak meghívást, ahol a kisebbségek tradicionális folklórja megtalálható, és őrzik a rájuk jellemző autentikus jegyeket.

## Elismerése
2020-ban a magyar kultúrában elfoglalt pozíciójának elfogadásaképpen a Hungarikum Bizottság a Csángó Fesztivált a Magyar Értéktárba helyezte.